# Kang Tongbi
Kang Tongbi, en xinès 康同璧, en pinyin Kāng Tóngbì (Nanhai, 5 de febrer del 1888 - Pequín, 17 d'agost del 1969), fou una periodista i escriptora xinesa, filla de Kang Youwei, un filòsof i figura política de finals de la dinastia Qing i primeria de l'era republicana.

## Biografia
Kang nasqué el 1880, al sud de la Xina. Documents oficials dels Estats Units indiquen que fou el 5 de febrer del 1888, segons el calendari gregorià.
El pare de Kang fou Kang Youwei i la mare Zhang Yunchu, primera esposa de Youwei. La família de Kang era relativament rica a la Xina tradicional. El pare de Kang mantenia esposes i concubines. Kang Tongbi fou la segona filla de Zhang Yunchu.
El pare de Kang Tongbi, juntament amb el seu deixeble Liang Qichao, fou una de les principals figures intel·lectuals que recolzaren la reforma política de la Xina per part de l'emperador Guangxu el 1898, però les lluites polítiques internes en la cort Qing la feren avortar després de 103 dies, amb una sentència de mort contra Kang Youwei. Va eixir de l'estat amb la seua família i va passar els següents 14 anys viatjant pel món. És per això que Kang Tongbi va passar gran part de la seua joventut a l'estranger.
El pare de Kang fou un cal·lígraf destacat i li ensenyà pintura i cal·ligrafia xinesa tradicional. Ens han arribat algunes pintures realitzades per Tongbi.
El 1903, Kang visqué al Japó i des d'agost de 1903 es traslladà a viure als Estats Units.
Kang es graduà en l'escola secundària pública de Hartford, la segona escola secundària pública més antiga dels Estats Units.

## Trajectòria
Kang estudià en el Radcliffe College i en el Trinity College de Connecticut.
El 1907, Kang fou la primera estudiant asiàtica que s'inscrigué en el Barnard College. El 1909, Kang es llicencià en periodisme pel Barnard College de Manhattan, Nova York.

###### Activitats a la Xina
Hi ha poca informació disponible sobre la vida de Kang després que deixà el Barnard College, però se sap que després de la caiguda de la dinastia Qing al 1911, tornà a la Xina, i continuà fent campanya per causes feministes. S'implicà profundament en el moviment de dones de Shanghai, defensant els drets de les dones en reunions i discursos.
Kang fou editora i col·laboradora important de Nüxuebao ('Educació de la dona'), una de les primeres revistes feministes xineses.
Després que la revista tancàs, Kang va continuar amb la seua lluita. Igual que son pare, ella s'oposà a l'embenatge dels peus, i creà i codirigí Tianzuhui ('Societat pels peus al natural') amb altres feministes xineses. Formà part dels grups que van lluitar per organitzar a Shanghai una Associació de Dones de Shanghai Unides, que sol·licità al govern nacionalista de Nanquín una nova constitució sota el lema "Abaix els senyors de la guerra i amunt la igualtat entre homes i dones". Kang Tongbi també és recordada per la biografia que va escriure de Kang Youwei, publicada el 1958.

## Vida personal
L'espòs de Kang fou Luo Chang; formava part del personal de l'ambaixada xinesa a Tòquio.
No hi ha indicis que el matrimoni fos organitzat per les respectives famílies, com solia ser el cas entre els xinesos de classe alta llavors. Tongbi acompanyà el seu espòs quan l'assignaren al consolat xinès de Dinamarca, i després es traslladà als Estats Units, on ja residia el seu pare.
Al 1909, als vint-i-un anys, Kang va donar a llum una filla, Luo Yifeng. I més tard un fill.
Al 1911, Kang tornà a la Xina i visqué a la Xina continental després de la revolució comunista del 1949. Kang fou empresonada durant la Revolució Cultural.
El 17 d'agost del 1969, Kang mor a la Xina.

## En la cultura popular
L'escriptor Kim Stanley Robinson representà un personatge anomenat Kang Tongbi en la seua novel·la contrafactual Els anys de l'arròs i la sal, una especulació sobre com podria haver evolucionat la història si la cultura occidental hagués estat exterminada per la pesta del segle XIV. Es desconeix si la referència és deliberada.